# Малаја Вишера
Валдај (рус. Малая Вишера) град је на северозападу европског дела Руске Федерације. Налази се у северном делу Новгородске области, на подручју Маловишерског рејона чији је уједно и административни центар.
Према проценама националне статистичке службе за 2014. у граду је живело 11.789 становника.

## Географија
Град Мала Вишера налази се у северном делу Новгородске области, у североисточном делу Прииљмењске низије. Кроз град протиче река Мала Вишерка (притока Вишере и део басена Волхова) по којој је и само насеље добило име.
Град се налази на око 162 km југоисточно од Санкт Петербурга, односно на око 488 km северозападно од Москве.

## Историја
Насеље Мала Вишера основано је 1843. као железничка станица на деоници пруге која је повезивала Москву са Санкт Петербургом (пруга пуштена у рад 1851. године).
У периоду између 1918. и 1927. Мала Вишера је била административним центром тадашњег Маловишерског округа Новогордске губерније. Статус другостепеног града добија 1921. године.
Град је био под немачком окупацијом у периоду од 24. октобра 1941. до 20. новембра исте године када су га ослободиле јединице 111. и 259. пешадијске дивизије 52. армије.
Занимљиво је да је 5. фебруара 1874. у Малој Вишери боравио аустроугарски цар Фрањо Јосиф заједно са руским императором Александром II Романовим.

## Демографија
Према подацима са пописа становништва 2010. у граду је живело 12.461 становника, док је према проценама националне статистичке службе за 2014. град имао 11.789 становника.
| 1939.  | 1959.  | 1970.  | 1979.  | 1989.  | 2002.  | 2010.  | 2014.  |
| ------ | ------ | ------ | ------ | ------ | ------ | ------ | ------ |
| 17.620 | 16.109 | 15.381 | 15.724 | 15.647 | 14.182 | 12.461 | 11.789 |